# Горњи град (Солун)
Горњи град (грч. Άνω Πόλη, Ано Поли) је градско насеље Солуна, Грчка. Административно припада општини Солун. Представља стари део Солуна и налази се северно од центра града. Насеље је познато по добро очуваним грађевинама из византијског и османског доба и као центар солунских песника, интелектуалаца и боема.
Горњи град је једини део Солуна који је остао после великог пожара 1917. годне, тако да се веома разликује од остатка града са традиционалним кућама и каменим улицама. Највиши је део града где се налази тврђава Ептапирги (Једи куле) из византијског и османског доба са које се пружа поглед на град, залив и планину Олимп. Горњи град је 1979. године држава прогласила за традиционално насеље. Овде се налазе споменици који су на листи светске културне баштине Унеска: тврђава Ептапирги, манастир Латому, манастир Влатадон, црква Светог Николе Орфаноса, црква Свете Катерине, црква Светог пророка Илије и Византијско купатило.
За време османске владавине Солуном, Горњи град је био насеље у коме је живела већина солунских Турака. Пре Балканских ратова Турака је било 25.000 и насеље је било познато као Баири. Поред Турака у насељу су живели Донме (Јевреји муслимани) и босанскохерцеговачки муслимани (избегли након аустроугарске окупације). Грци су живели у крају око цркве Светог Нилоле Орфаноса и Лагудијанија. У Горњем граду се налази родна кућа Мустафе Кемала Ататурка, која је постала Ататурков музеј.

## Познате личности
- Мустафа Кемал Ататурк, председник и оснивач модерне Турске
- Назим Хикмет, турски песник